# Tegelkachel

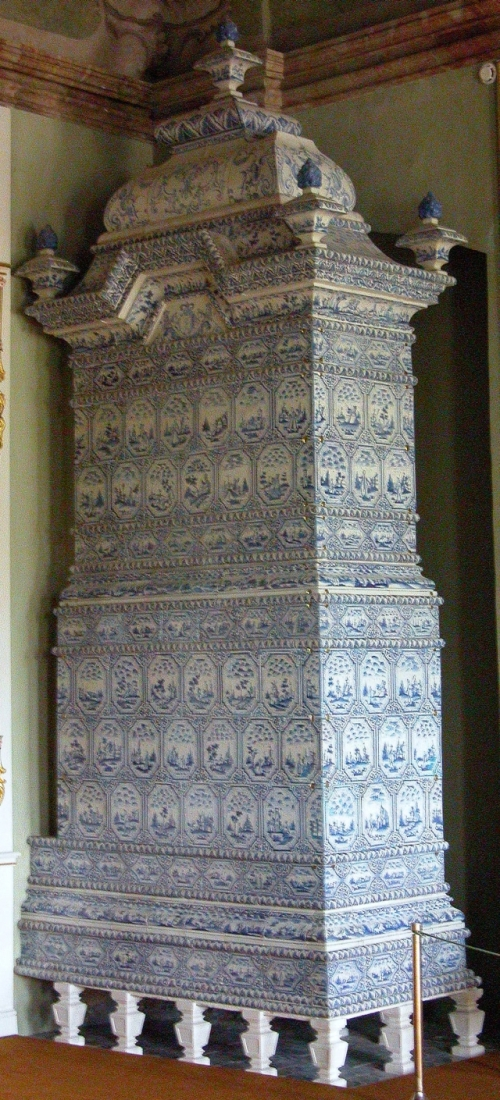
Tegelkachel in kasteel Rundale (Letland)

Een tegelkachel is een gesloten accumulatiekachel die is opgebouwd uit leemstenen, beton of metselwerk (kleisteen of chamotte) en afgewerkt met keramische tegels. Een speksteenkachel werkt op dezelfde wijze maar is opgebouwd uit natuursteen of speksteen en hiermee ook afgewerkt. Een leemkachel is opgebouwd uit leemstenen en afgewerkt met leemstuc.

## Werking

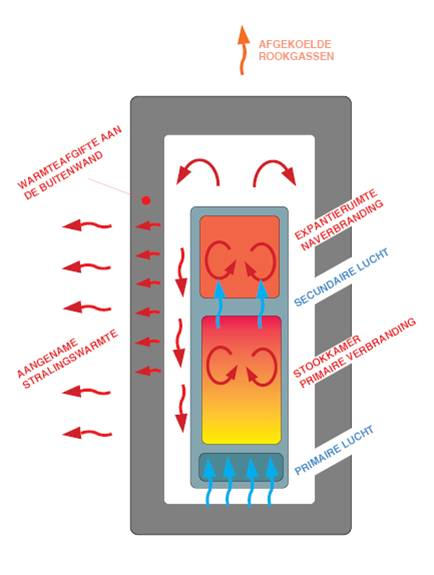
Werking tegelkachel

Kenmerkend voor dit type kachel zijn de lange rookkanalen, doorgaans aan de zijkanten van de kachel gelegen. Hierdoor stromen de rookgassen van boven naar beneden alvorens naar de schoorsteen afgeleid te worden. Door voldoende luchttoevoer in de verbrandingsruimte wordt een hoge temperatuur van 1100 tot 1200 graden bereikt. Hierdoor wordt niet alleen extra warmte geproduceerd, ook zullen de schadelijkste stoffen (roet, koolstofmonoxide enz.) verbranden en kan een volledige, snelle en relatief schone verbranding plaatsvinden. De geuroverlast en uitstoot van fijnstof zijn door de schone verbranding minimaal. De rookgassen geven bijna al hun warmte af, zodat de gehele massa van de kachel op temperatuur komt. Doordat die massa de warmte niet bijzonder goed geleidt, komt deze slechts langzaam vrij aan de buitenkant van de kachel.

## Het belang van massa
Elke kachel levert een deel stralingswarmte en een deel convectiewarmte. Convectiewarmte is de opwarming van de lucht in contact met de hete buitenwand van de kachel. Deze warme lucht stijgt op, loopt langs het plafond en komt langs de muren naar beneden. Hierdoor ontstaat een stofrijke luchtstroom en een slechte verdeling van de warmte.  Bij een grote massa blijft de wandtemperatuur van de kachel laag. Hoe lager de wandtemperatuur, hoe groter het aandeel stralingswarmte. Voor een goede werking van de kachel is een massa van minimaal 1000 kg nodig.
Stralingswarmte (infraroodstraling) is te vergelijken met de warmte van de zon. Hierdoor wordt minder stof in beweging gebracht dan bij convectiewarmte. Het oppervlak van de kachel wordt niet zo heet als bijvoorbeeld een potkachel, daardoor schroeit het stof niet en ontstaat geen geurhinder. Doordat de muren aangestraald worden, condenseert het vocht uit de lucht daar niet zo snel en blijft de luchtvochtigheid op een gezond niveau.
Door het principe van accumulatie wordt in de kachel gedurende een korte tijd (vaak slechts een uur, afhankelijk van de grootte) hout of bruinkool verbrand. Door de grote warmtecapaciteit hoeft maar een of twee keer per dag een uur te worden gestookt om 24 uur gelijkmatige warmte te bereiken. Het rendement is hoger (tussen 80 en 90%) dan dat van een conventionele houtkachel; enerzijds door de goede verbranding op hoge temperatuur, anderzijds doordat de rookgassen meer warmte kunnen afstaan. Hierdoor heeft een gemiddelde tegelkachel in gematigde streken maar zes kubieke meter hout per jaar nodig.

## Aansluiting op andere voorzieningen
In tegel- en leemkachels worden vaak banken geïntegreerd waar de hete rookgassen doorheen worden geleid. Zij kunnen ook uitgerust worden met een oven of kookplaat. Tevens kunnen zij een geheel huis verwarmen en aangesloten worden op een boilersysteem met warmtewanden of vloerverwarming.

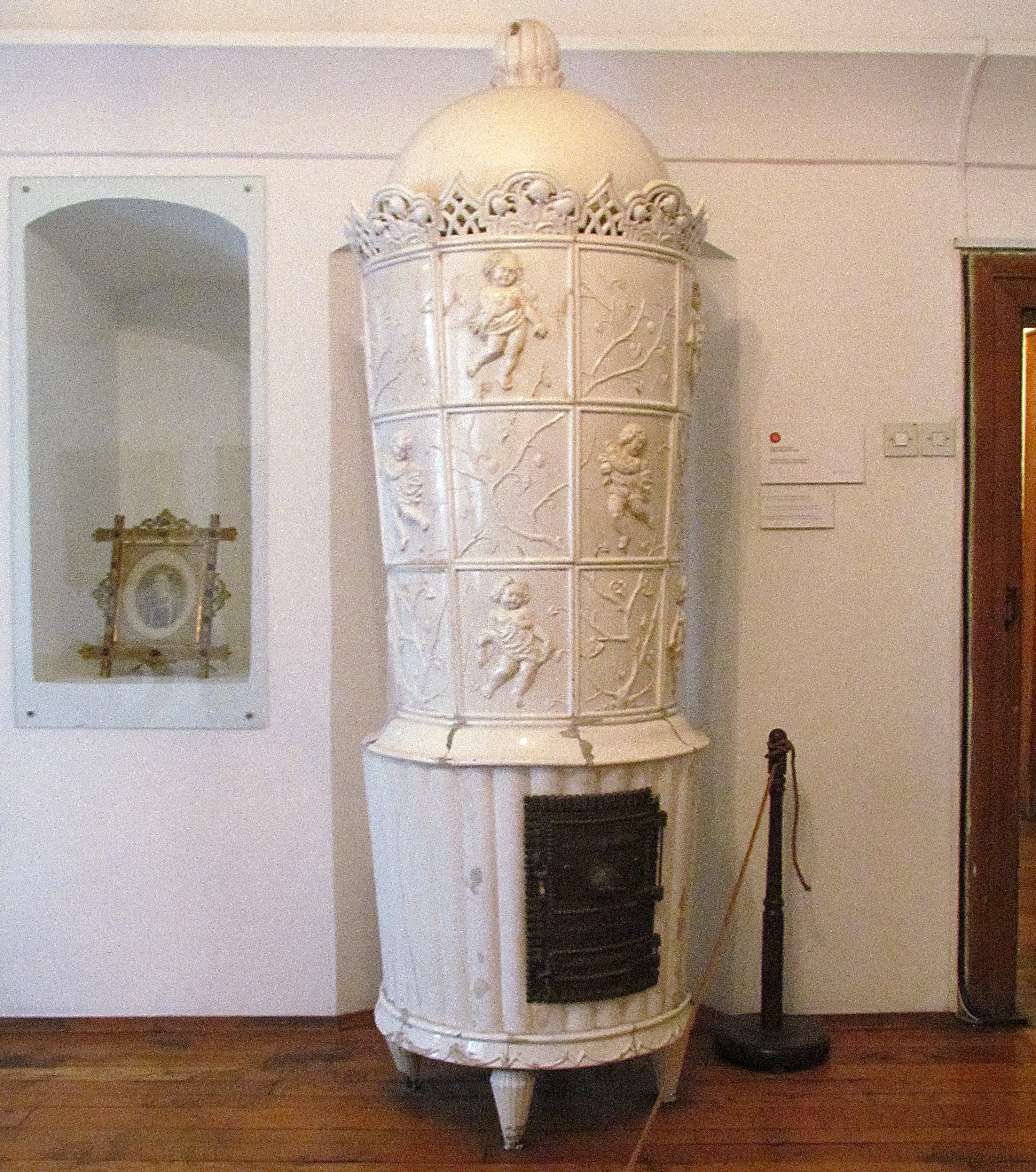
Tegelkachel in de residentie van prinses Ljubica Vukomanović (1788-1843) te Belgrado (Servië)
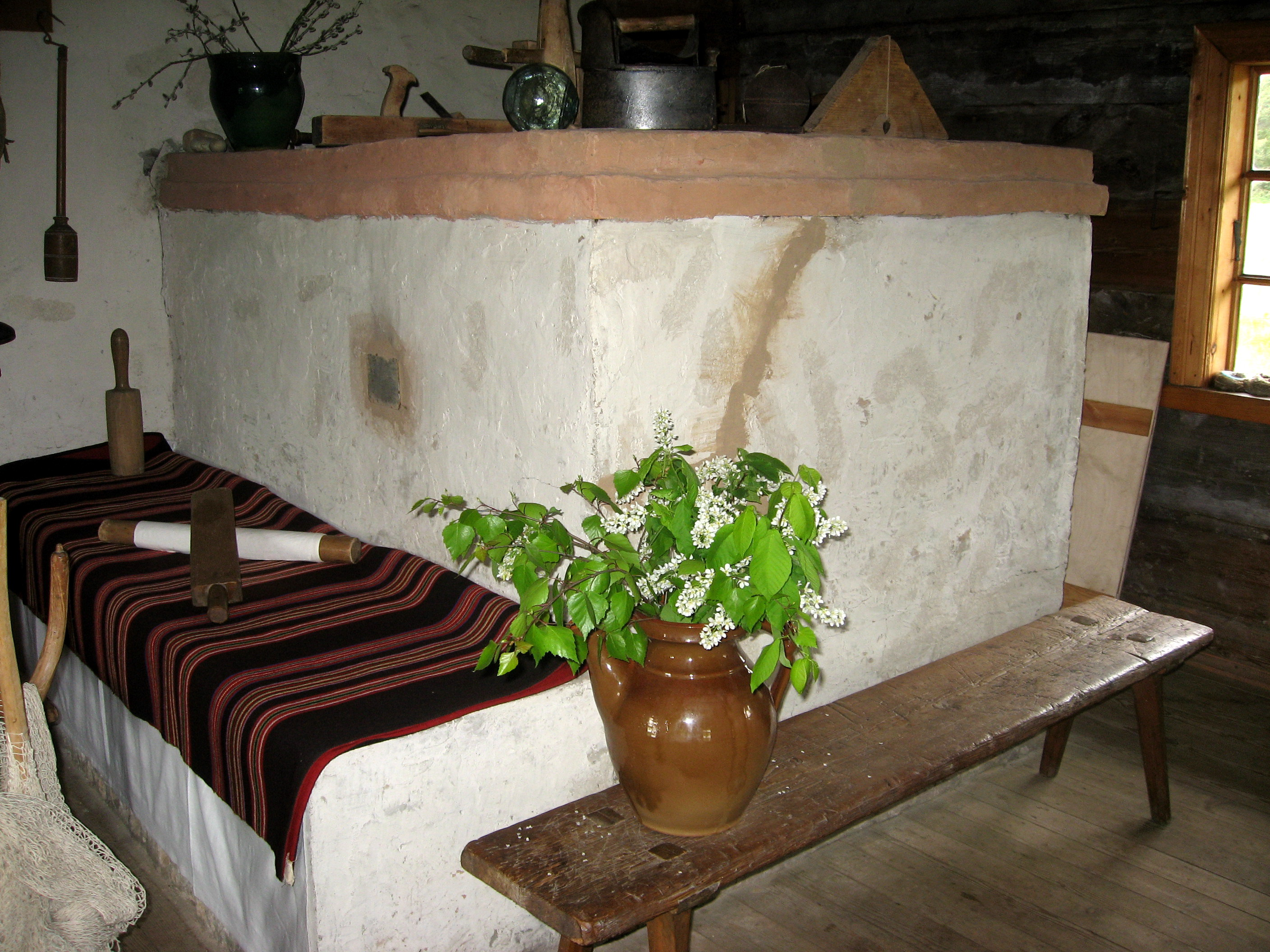
Klassieke leemkachel in het ethnografisch museum in Riga (Letland)
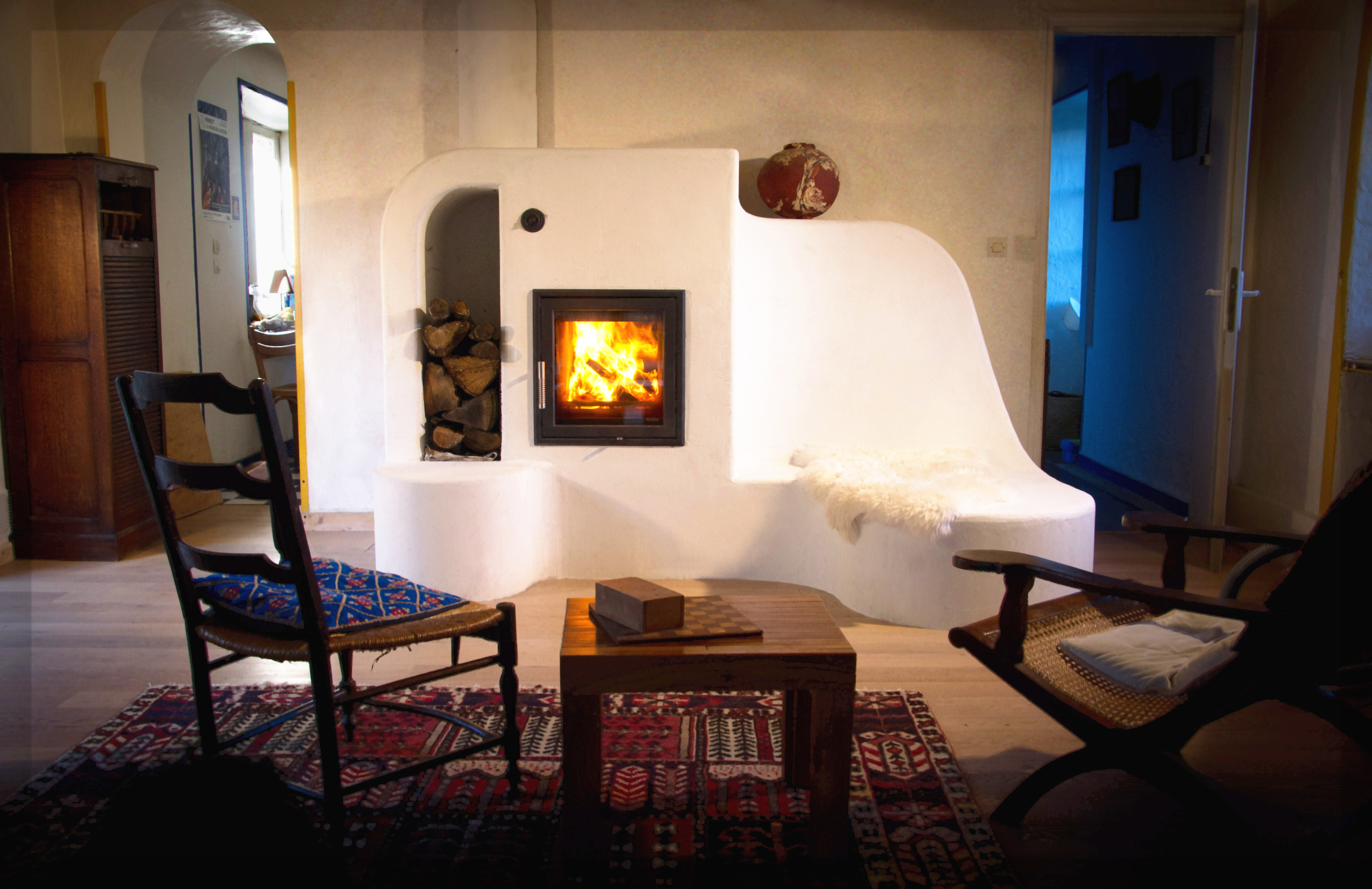
Moderne leemkachel met geïntegreerde bank